# Oude Rome

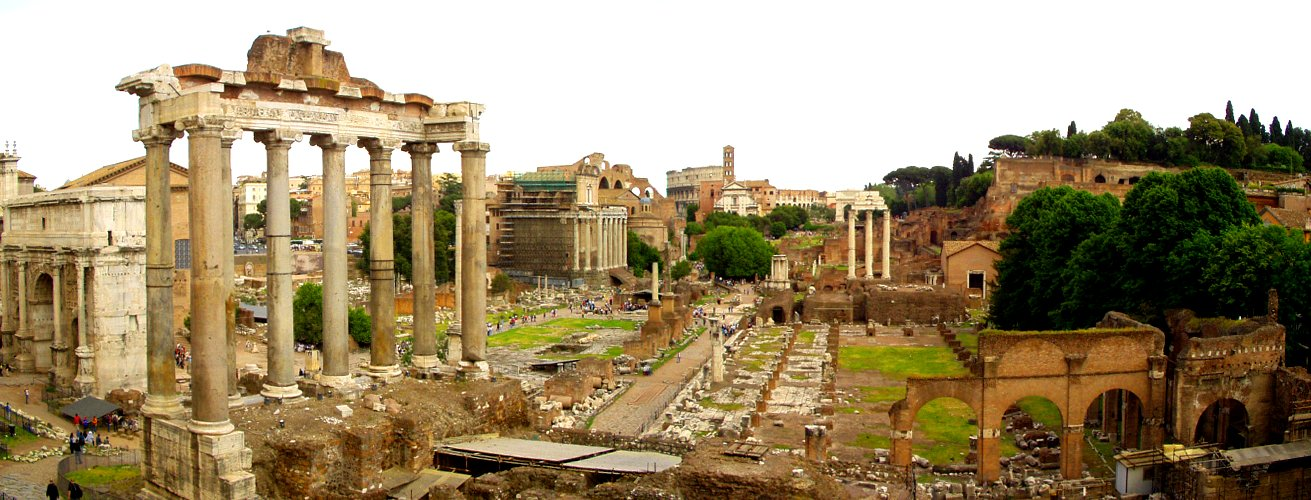
Het Forum Romanum was het hart van het oude Rome.

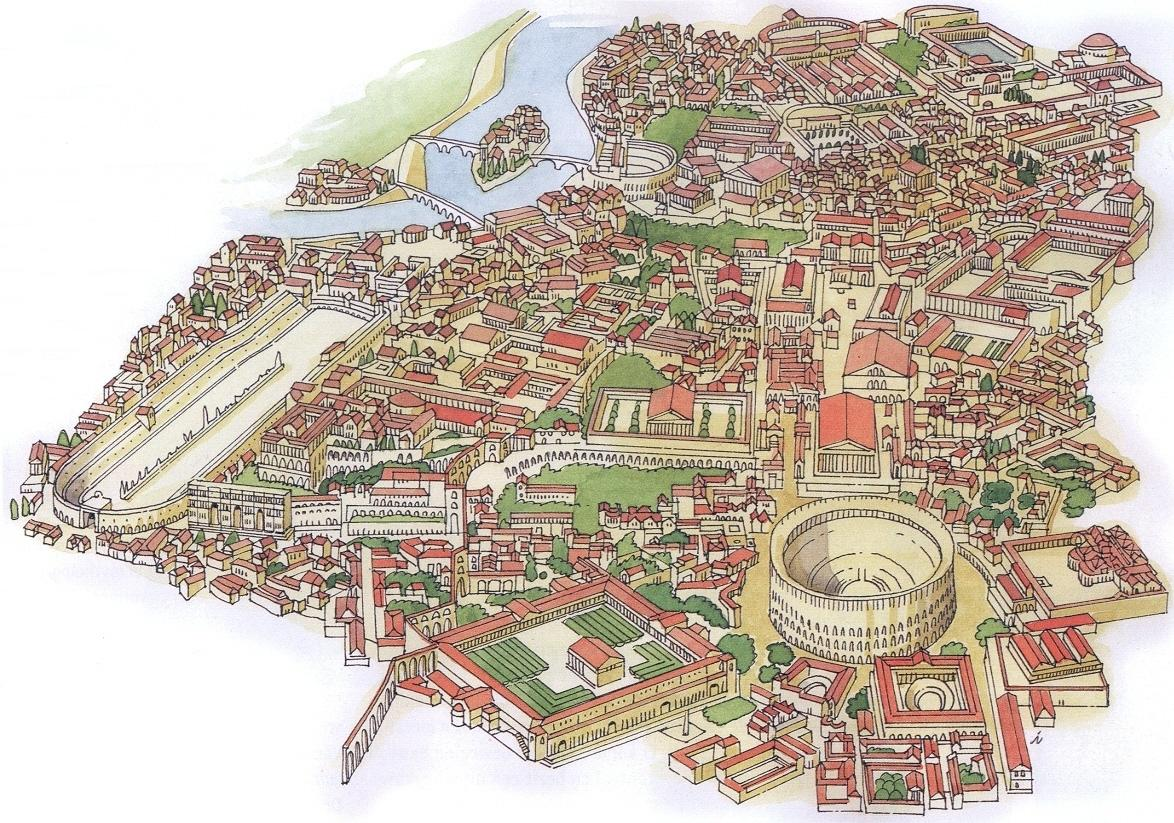
Het oude Rome

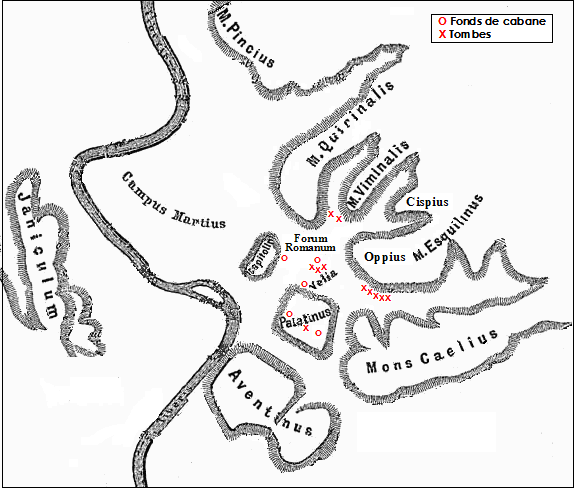
Roma saeculum:
o funderingen van hutten
x graven.

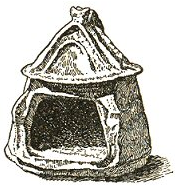
Hutvormige vroeg-Romeinse urne.

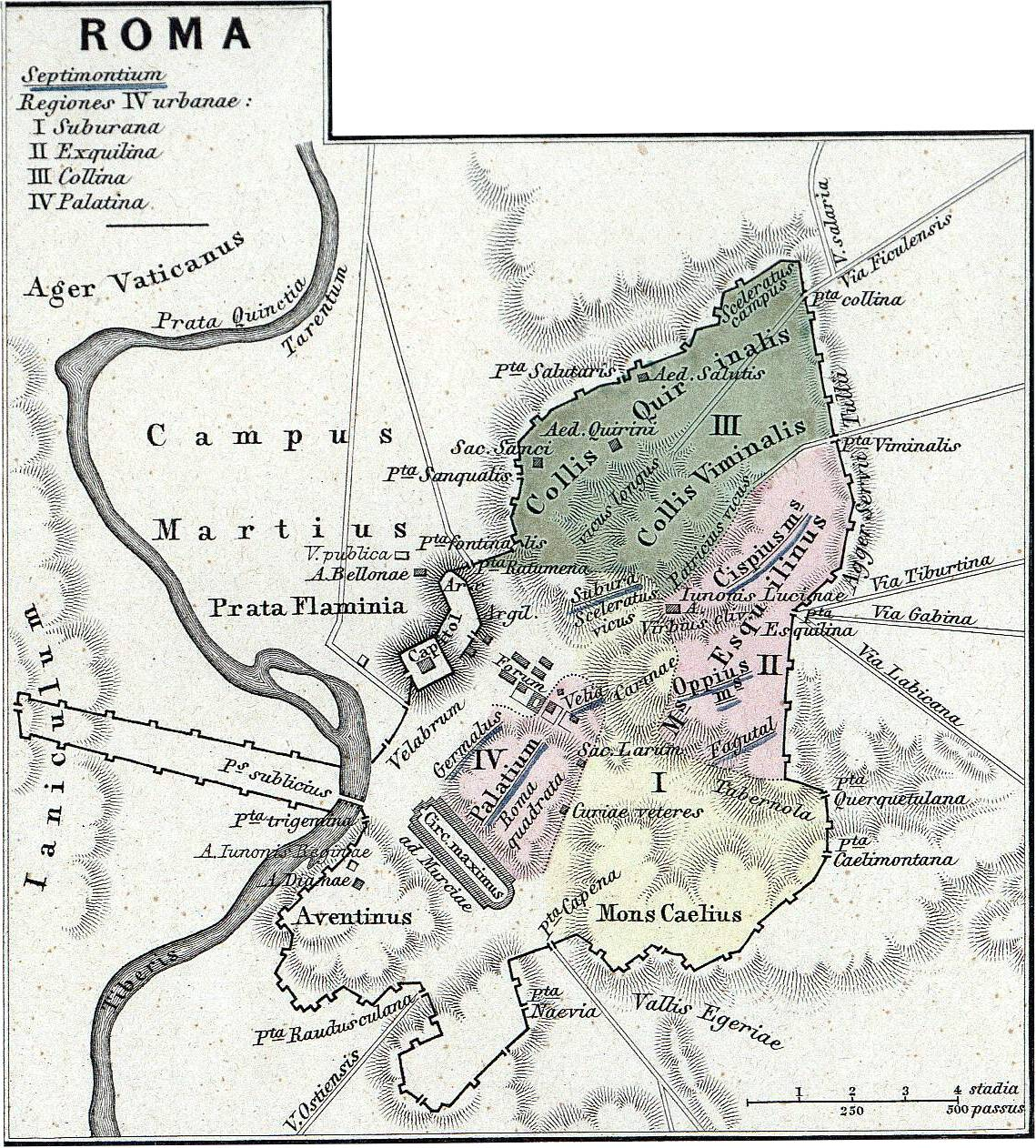
Rome tijdens de Republiek.

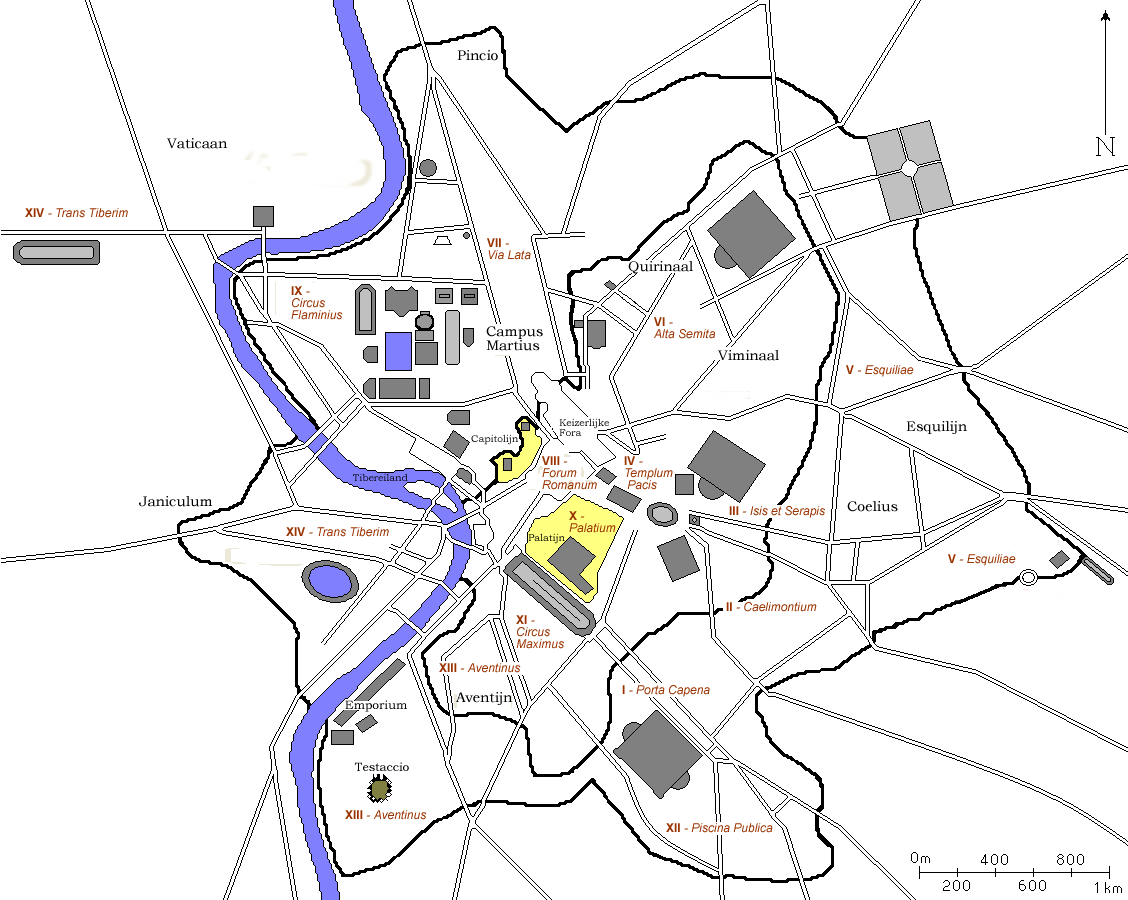
Rome tijdens de Keizertijd.

Veroveringskaart Romeinse Rijk.
Sicilia, Sardinia en Hispania
Gallia, delen van Klein-Azië en Noord-Afrika
Germania, Pannonia, Alexandria et Aegyptus, Galatia
Armenia en Mesopotamia

Het oude Rome (Latijn: Roma; Urbs) was een polis in Midden-Italië die uitgroeide tot een wereldrijk. Zijn cultuur verspreidde zich over het hele Middellandse Zeegebied en zelfs daarbuiten. Het slaagde er ook in om andere culturen te assimileren en zich een mengcultuur als het hellenisme eigen te maken.

## Ligging
De ligging van Rome was uitermate gunstig voor een primaire nederzetting. Rome bevindt zich aan de eerste doorwaadbare plaats in de Tiber vanaf de zee en in het midden van Italië. Ten oosten van de Tiber kan men de overblijfselen vinden van de zeven heuvels waarop de stad is gebouwd: Palatijn, Capitool, Coelius, Aventijn, Esquilijn, Quirinaal en Viminaal. Veel belangrijke bouwwerken werden op of in deze heuvels gebouwd. De belangrijkste heuvel was de Palatijn. Hier zijn onder meer het Forum Romanum, het Circus Maximus, het Colosseum en meerdere paleizen van Romeinse keizers gebouwd. Volgens de legende is Rome gesticht op deze heuvel door Romulus. De Palatijn zou later ook de heuvel voor de rijkere bevolking worden, dit niet alleen wegens de belangrijke ligging maar ook omwille van het mooie uitzicht dat er was.
De Romeinse redenaar Marcus Tullius Cicero meende dan ook de goddelijke voorzienigheid van Romulus - de legendarische stichter van de stad - hierin te kunnen zien (Rep. II 10.).

## Geschiedenis

### De stad Rome
Rome bestond oorspronkelijk uit verschillende kleine nederzettingen gesticht door Latijnse stammen die een paar eeuwen eerder, als onderdeel van de Indo-Europese Italiërs, naar het Italiaanse schiereiland getrokken waren. De Latijnse dorpjes waren gelegen op de heuvels de Palatijn, Capitolijn en Quirinaal. Deze nederzettingen zouden zich na verloop van tijd tot een samenwerkingsverband (synoikisme) organiseren, waaruit de stad Rome ontstond.
Het is onzeker of al deze nederzettingen van Latijnse oorsprong waren. Er is vaak gesuggereerd - onder andere aan de hand van de religie - dat de Quirinaal bewoond werd door de aan de Latijnen verwante Sabijnen.
Aan de hand van urnen die gevonden zijn op de Palatijn kunnen we ons een beeld vormen van hoe de hutten er moeten hebben uitgezien.
Onder de Etruskische heerschappij kende Rome een enorme urbanisatie: het moerassige Forum Romanum, oorspronkelijk een gemeenschappelijke weide voor het vee, werd gedraineerd, wegen werden aangelegd en Rome werd een echte stad. De Etrusken modelleerden Rome naar de eigen Etruskische steden, die op hun beurt zich baseerden op de Griekse poleis in 'Magna Graecia' in Zuid-Italië.
Onder de Romeinse Republiek groeide Rome stilaan uit tot een regionale grootstad in Italië, die de regio van Latium overheerste. Het centrum bleef het Forum Romanum en Rome werd ingedeeld in vier stadsdistricten. De uitbreiding van Rome bleef echter beperkt tot de oostoever van de Tiber. De meeste gebouwen in Rome waren opgetrokken uit simpele materialen, waardoor Rome niet echt als de belangrijkste stad van Italië oogde. Met de verovering van Griekenland kregen de Romeinse senatoren de smaak echter te pakken en begon men Griekse kunstwerken naar Rome te vervoeren en rijkversierde gebouwen naar hellenistisch model op te trekken.

### Uitbreiding van het rijk
Het Imperium Romanum groeide uit tot het grootste rijk in de antieke wereld. De eerste grote uitbreiding vond plaats in 133 v.Chr. met de inlijving van Pergamon als de provincia Asia in het Imperium Romanum, tezamen met de tijdens de Punische oorlogen veroverde provinciae Sicilia, Sardinia en Hispania. Tegen 44 v. Chr maakte héél Gallia samen met grote delen van Klein-Azië en Noord-Afrika deel uit van het groeiende Imperium Romanum. Wanneer Augustus in 14 n.Chr. zijn laatste adem uitblaast, heeft het rijk onder zijn leiding gebieden veroverd zowel in het noorden (Germania en Pannonia) als in het zuiden (Alexandria et Aegyptus) en het oosten (Galatia). In 117 kwam er onder Traianus een laatste uitbreiding naar het oosten met Armenia en Mesopotamia als tijdelijke bezittingen, alsook enkele kleinere uitbreidingen in het noorden. Langzaamaan zou dit reusachtige imperium afbrokkelen, totdat enkel het Byzantijnse Rijk overbleef als laatste erfgenaam van het eens zo machtige Romeinse Rijk. Ook dit rijk was uiteindelijk gedoemd onder te gaan.

## Romeinse maatschappij
De Romeinse maatschappij werd ten dele overheerst door de staat waaraan de Romein ondergeschikt was, maar die ook werd gevormd door een deel van hen.

### Romeinse regeringsvormen
| Romeins Koninkrijk Romeinse Republiek Principaat Dominaat | West-Romeinse Rijk |  |
| Romeins Koninkrijk Romeinse Republiek Principaat Dominaat | Byzantijnse Rijk   |  |

1. De stad Rome heeft vanaf het begin koningen (gehad); vrijheid en consulaat stelde L. Brutus in. Dictaturen zijn somtijds verleend; noch had meer dan twee jaar het gezag van tienmannen, noch voor lange tijd het consulaire recht van krijgstribunen kracht. Niet die van Cinna, noch die van Sulla (was) een lange heerschappij; en Pompeius' en Crassus' macht ging snel over op Caesar, Lepidus' en Antonius' krijgsmacht ging over op Augustus, die voor deze [= Rome], moe van burgertwisten, een imperium opnam onder de naam van princeps.

Het is moeilijk om bondiger dan de grote - zo niet dé grootste - Romeinse geschiedschrijver Publius Cornelius Tacitus de Romeinse geschiedenis - en in het bijzonder die van zijn regeringsvormen - samen te vatten. Rome werd inderdaad vanaf het begin door koningen geregeerd. Door een interne revolutie kwam het koningschap ten val en werd de republiek geïnstalleerd. Deze kende enkele malen alleenheerschappij, zij het slechts voor een kort periode, totdat Augustus - onder de naam van princeps - een eind maakte hieraan en tot het eind van zijn leven alleenheerser bleef, om vervolgens de fakkel door te geven aan zijn adoptiezoon Tiberius Julius Caesar: het principaat was geboren. Omdat Tacitus zijn Annales tijdens het principaat schreef, vermeldt hij niet het op het principaat volgende dominaat. Dit was een aangepaste versie van het principaat dat meer dan ooit de klemtoon legde op de keizer als dominus ("meester") - alleenheerser. Wanneer het rijk uiteindelijk wordt opgesplitst, zal het West-Romeinse Rijk al snel vervagen om uiteindelijk ten onder te gaan, terwijl het Oost-Romeinse of Byzantijnse Rijk - ten dele door zijn immense rijkdom - erin slaagde het verval voor verscheidene eeuwen uit te stellen.

### Romeinsefamilia
De familia vormde de basis van de Romeinse samenleving.

## Romeinse kunst & cultuur

### Taal & schrift
Het Latijn was de taal van de Romeinen. Hun schrift namen de Romeinen via de Etrusken over van de Grieken.

### Romeinse kunst
Romeinse kunst werd gekenmerkt door een groot absorptievermogen van de kunst van andere culturen.

### Romeinse technologie
De Romeinse technologie was gericht op praktische zaken zoals wegenbouw (heerbaan) en watervoorziening (aquaduct).

### Romeinse godsdienst
De Romeinse godsdienst was een adogmatische, polytheïstische godsdienst met een strikt formalisme wat betreft de rituelen die moesten worden uitgevoerd.

### Romeinse cultuur
De Romeinse cultuur is opgedeeld in vier periodes: koninkrijk, republiek, principaat en dominaat.

## Romeins leger
Het Romeinse leger was een van de efficiëntste legers in de oudheid. De kern van het Romeinse leger waren de legioenen die bestonden uit soldaten of milites.